# 하리스 하룬
하리스 하룬(말레이어: Hariss Harun, 1990년 11월 19일 ~ )은 싱가포르의 축구 선수로 현재 라이언 시티 세일러스에서 미드필더 겸 수비수로 활약 중이며 현재 싱가포르 축구 국가대표팀의 주장직도 맡고 있다.

## 선수 경력

### 클럽
2007년 영 라이온즈 입단을 통해 프로에 데뷔하여 2011년까지 공식전 121경기 12골을 기록하며 팀의 2008년 싱가포르컵 4강, 싱가포르 리그컵 4강 진출의 성과에 일조했고 2010년에는 싱가포르 프리미어리그 올해의 신인상에 선정되었다.
그 후 2012 시즌 개막을 앞두고 말레이시아 슈퍼리그의 라이온즈 XII로 이적하여 2시즌간 58경기 9골을 기록하면서 2012년 리그 준우승, 말레이시아컵 4강, 2013년 리그 우승에 크게 이바지했으며 2014 시즌을 앞두고 조호르 다룰 탁짐으로 이적했다.
조호르 다룰 탁짐으로 이적 후 2021 시즌 중반까지 176경기 11골을 기록하며 리그 6회 우승(2014, 2015, 2016, 2018, 2019, 2020), 2014년 말레이시아컵 준우승, 말레이시아 FA컵 4강(2014, 2018), 2015년 AFC컵 우승, 말레이시아 채리티 실드 5회 우승(2015, 2016, 2018, 2019, 2020), 2016년 말레이시아 FA컵 우승, 2019년 말레이시아컵 우승의 중추적인 역할을 수행했다.
그리고 2017년에는 라이언 시티 세일러스로 임대 이적 후 공식전 29경기 2골을 기록하며 팀의 리그 3위에 이바지했고 2021 시즌 중반 라이언 시티 세일러스 이적을 통해 3년만에 친정팀으로 복귀하여 2021 시즌에서 팀의 18년만의 리그 우승을 맛보았다.

### 국가대표팀
싱가포르 U-23 대표팀의 일원으로 3번의 동남아시아 경기 대회(2007, 2009, 2013)에 출전하여 모두 팀의 동메달 획득에 기여했다.
이에 앞서 2007년 6월 24일 북한과의 친선 경기에서 싱가포르 성인대표팀 소속으로 국제 A매치 데뷔전을 치렀고 5년 후에 열린 2012년 AFF 스즈키컵에서 싱가포르의 통산 4번째 아세안 챔피언십 우승에 기여한 뒤 이듬해인 2013년 6월 7일 라오스와의 친선 경기에서 A매치 데뷔골을 신고했다.
그리고 2016년 AFF 스즈키컵에서는 비록 팀은 1무 2패·A조 최하위로 2014년에 이어 2회 연속 조별리그에서 탈락했지만 그나마 이 대회 베스트 11에 선정되는 등 좋은 모습을 보여주었고 같은 해 동남아시아 축구 연맹 선정 베스트 11에도 선정되는 영예를 안았다.
이후 2019년 11월 14일 2019년 AFC 아시안컵 챔피언 카타르와의 친선 경기에서 자신의 A매치 통산 100번째 경기에 출전하며 싱가포르 선수로는 13번째로 FIFA 센추리클럽에 가입했으며 코로나19 범유행으로 1년 연기된 2020년 AFF 스즈키컵에서도 싱가포르 대표팀의 주장으로 팀을 4강으로 이끌었으나 4강에서 신태용 감독이 이끄는 인도네시아에 1·2차전 합계 3-5로 패하며 9년만의 결승 진출이 좌절되었다.

## 수상

### 클럽
영 라이온즈
- 싱가포르컵 : 4강 (2008)
- 싱가포르 리그컵 : 4강 (2008)

 라이온즈 XII
- 말레이시아 슈퍼리그 : 우승 (2013), 준우승 (2012)
- 말레이시아컵 : 4강 (2012)

 조호르 다룰 탁짐
- AFC 챔피언스리그 투 : 우승 (2015)
- 말레이시아 슈퍼리그 : 우승 (2014, 2015, 2016, 2018, 2019, 2020)
- 말레이시아컵 :  우승 (2019), 준우승 (2014)
- 말레이시아 FA컵 : 우승 (2016), 4강 (2014, 2018)
- 말레이시아 채리티컵 : 우승 (2015, 2016, 2018, 2019, 2020)

라이언 시티 세일러스
- 싱가포르 프리미어리그 : 우승 (2021), 준우승 (2022), 3위 (2017)

### 국가대표팀
싱가포르 U-23
- 동남아시아 경기 대회 : 동메달 (2007, 2009, 2013)

 싱가포르
- 아세안 챔피언십 : 우승 (2012), 4강 (2020)

### 개인
- 싱가포르 프리미어리그 올해의 신인상 : 2010
- 아세안 챔피언십 베스트 11 : 2016
- 아세안 축구 연맹 베스트 11 : 2016

## 같이 보기
- A매치 100경기 이상 출전한 축구 선수 명단